# عجة

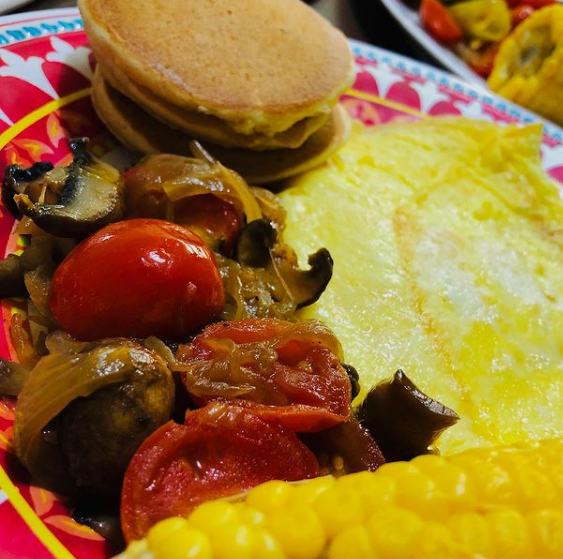
عجة

العُجَّة هو طبق مصنوع من البيض المخفوق المطبوخ مع الزبدة أو الزيت في مقلاة مطوية وأحيانا يضاف لهذا الخليط الطماطم أو النقانق وبعض الخضراوات والبعض يحضرونه بواسطة خلط البيض مع كم صغير من الحليب أو القشطة أو حتى الماء.

## المعلومات الغذائية
بحسب وزارة الصحة البحرينية:
| الحجم                 | بيضة واحدة |
| الوزن (جم)            | 61         |
| بروتين (جم)           | 6.5        |
| الدهون (جم)           | 7.3        |
| كربوهيدرات (جم)       | 0.4        |
| سعرات حرارية (Kcal)   | 95.8       |
| السكر (جم)            | 0.4        |
| الألياف الغذائية (جم) | 0          |
| كالسيوم (ملجم)        | 28.7       |
| كالسيوم (ملجم)        | 28.7       |
| حديد (ملجم)           | 0.9        |
| فوسفور (ملجم)         | 98.8       |
| بوتاسيوم (ملجم)       | 69.5       |
| صوديوم (ملجم)         | 98.2       |
| كولسترول (ملجم)       | 217.2      |
| دهون متحولة (جم)      | 0.4        |
| دهون مشبعة (جم)       | 2          |